# Attentats de Sanaa et Sa'dah du 20 mars 2015
Les attentats de Sanaa et Sa'dah du 20 mars 2015 sont quatre attentats-suicides perpétrés simultanément le 20 mars 2015 à Sanaa, capitale du Yémen, et à Sa'dah, dans l’après-midi lors de la grande prière du vendredi.
Ces attentats, les pires de l’histoire du pays, sont revendiqués le lendemain par l’organisation de l’État islamique.

## Déroulement des faits
Les attaques visent les milices chiites houthies qui tiennent la capitale depuis septembre 2014 à travers deux mosquées qu'ils contrôlent. L’attaque fait 142 morts et des centaines de blessés : une explosion à l’intérieur et une seconde à la porte de la mosquée Badr dans le Sud de Sanaa et une troisième explosion dans la mosquée Al-Hashahush dans le Nord de la ville.
Une quatrième attaque a eu lieu devant la mosquée Alhadi de Sa'dah, dans le Nord du pays mais n’a pas fait de victimes, les forces de sécurité ayant empêché le kamikaze d’y pénétrer. 
Ces attentats, les pires de l’histoire du pays, sont revendiqués le lendemain par l’organisation de l’État islamique (EI). L’EI n’était pas actif au Yémen auparavant.

## Bilan
Parmi les morts figure notamment l’imam de la mosquée Badr, responsable religieux de la milice Al-Mourtada ben Zayd al-Muhatwari.

## Réactions internationales
- États-Unis : le 20 mars 2015, le porte-parole de l’exécutif américain, Josh Earnest, déclare que la Maison-Blanche condamne fermement ces attentats[4].
- ONU : le secrétaire général de l'organisation, Ban Ki-moon, condamne fermement ces attaques[4].